# Dennis Blair
Pour les articles homonymes, voir Blair.
Dennis Cutler Blair, né le 4 février 1947 à Kittery (Maine), est directeur du renseignement national auprès du président Barack Obama entre 2009 et 2010 et ancien amiral quatre étoiles de l'United States Navy.
Nommé par Obama, il est confirmé par le Sénat le 28 janvier 2009,, et entre en fonction le lendemain.

## Biographie
Blair est né à Kittery dans le Maine et est la sixième génération d'officier de marine et l'arrière-arrière-arrière-petit-fils de l'ingénieur confédéré William Price Williamson de Caroline du Nord, crédité d'être à l'origine de la transformation de la coque de l'USS Merrimack en ironclad confédérée CSS Virginia. Il est diplômé de l'Académie navale d'Annapolis en 1968 dans la promotion d'Oliver North et de Jim Webb.
Après être sorti de l'académie navale, il est en poste sur le destroyer lanceur de missiles USS Tattnall (DDG-19). Il reçoit ensuite un Rhodes Scholarship, majoré d'études russes à l'université d'Oxford, y étant au même moment que le futur président Bill Clinton. Il sert comme White House Fellows de 1975 à 1976 avec Wesley Clark et Marshall Carter (qui devient plus tard le président du New York Stock Exchange)
Blair passe 34 ans dans l'US Navy. Il sert sur des destroyers lanceurs de missiles aussi bien dans la flotte Atlantique que dans la flotte Pacifique et commande le groupe de combat Kitty Hawk.
Son dernier poste dans la marine est Commandant en chef du Commandement américain au Pacifique (United States Pacific Command), l'officier américain de plus haut rang de l'ensemble des forces américaines dans la région Asie-Pacifique. Il est auparavant Directeur du bureau du chef d'état major inter-armées des États-Unis, et occupe plusieurs postes concernant le budget et les politiques dans plusieurs états-majors de la marine et au Conseil national de sécurité. Il est aussi le premier adjoint au Directeur du Renseignement central (de fait le directeur de la CIA) pour le soutien militaire. Il prend sa retraite de la marine en 2002.
Après sa retraite, il occupe la chaire John Shalikashvili des études de sécurité nationale au National Bureau of Asian Research (NBR) et la chaire General of the Army Omar N. Bradley de conduite stratégique au Dickinson College et au Collège de guerre de l'U.S. Army War. Il est aussi le président de l'Institute for Defense Analyses (IDA), un think tank gouvernemental situé près de Washington centré sur la sécurité nationale. Il est également adjoint au directeur exécutif sur le projet de la réforme de la sécurité nationale.
Il annonce le 20 mai 2010 qu'il allait démissionner, et que son départ serait effectif à compter du vendredi 28 mai 2010. Il est le premier haut responsable de l'administration Obama à quitter son poste prématurément.

## Décorations
- Grand-Cordon de l'Ordre du Soleil levant (2002)[5]

## Sources
- (en) Cet article est partiellement ou en totalité issu de l’article de Wikipédia en anglais intitulé « Dennis C. Blair » (voir la liste des auteurs).

## Note & Références
1. ↑  (en) Randall Mikkelsen, « Obama chooses Adm. Blair as intel chief: source », Reuters,‎ 18 décembre 2008 (lire en ligne, consulté le 20 décembre 2008)
2. ↑  (en) « Obama names Panetta for CIA », Associated Press,‎ 9 janvier 2009 (lire en ligne, consulté le 9 janvier 2009)
3. ↑  Office of the Director of National Intelligence, Statement by the Director of National Intelligence, Mike McConnell, 9 January 2009
4. ↑  Davis, William C., Duel Between The First Ironclads.
5. ↑  (en) « U.S. Pacific Command chief decorated », sur japantimes.co.jp, The Japan Times, 1er janvier 1970 (consulté le 12 novembre 2023).